# Bhind (Distrikt)
Der Distrikt Bhind (Hindi भिंड ज़िला) ist ein Distrikt im indischen Bundesstaat Madhya Pradesh. Verwaltungssitz ist die Stadt Bhind.

## Geographie und Klima
Der Distrikt liegt im Norden Madhya Pradeshs an der Grenze zu Uttar Pradesh. Angrenzende Distrikte sind Morena im Westen, Gwalior im Südwesten, Datia im Süden, sowie (in Uttar Pradesh) Jalaun im Südosten, Auraiya im Osten, Etawah im Norden und Agra im Nordwesten. Die nördliche Distriktgrenze wird vom Fluss Chambal markiert und die östliche Distriktgrenze abschnittsweise vom Fluss Pahuj. Weitere Flüsse im Distrikt sind Asad, Kunawari, Besali und Sind. Physiogeographisch gehört der gesamte Distrikt zur weiteren Flussebene des Chambal. Charakteristisch sind zum Teil tief eingeschnittene Schluchten (ehemalige Flusstäler) entlang des Chambal. Die Höhe über dem Meeresspiegel nimmt von Südwesten nach Nordosten hin langsam ab (von im Mittel 190 m zu 149 m).
Das Klima des Distrikts ist durch heiße Sommer und allgemeine Trockenheit gekennzeichnet, außer während des Südwestmonsuns. Es können vier Jahreszeiten unterschieden werden: die kalte Jahreszeit von Dezember bis Februar, die heiße Jahreszeit von März bis etwa Mitte Juni, die Zeit des Südwestmonsuns von Mitte Juni bis September und die Nachmonsunzeit von Oktober und November. Der mittlere Jahresniederschlag liegt bei 754 mm. Etwa 92 % der jährlichen Niederschläge fallen während der Monsunzeit. Der Mai ist der trockenste Monat des Jahres. Die normale Höchsttemperatur im Monat Mai liegt bei 42,0 °C und die Minimaltemperatur im Januar bei 7,1 °C. Die durchschnittliche normale jährliche Windgeschwindigkeit beträgt 6,4 km/h.

## Geschichte

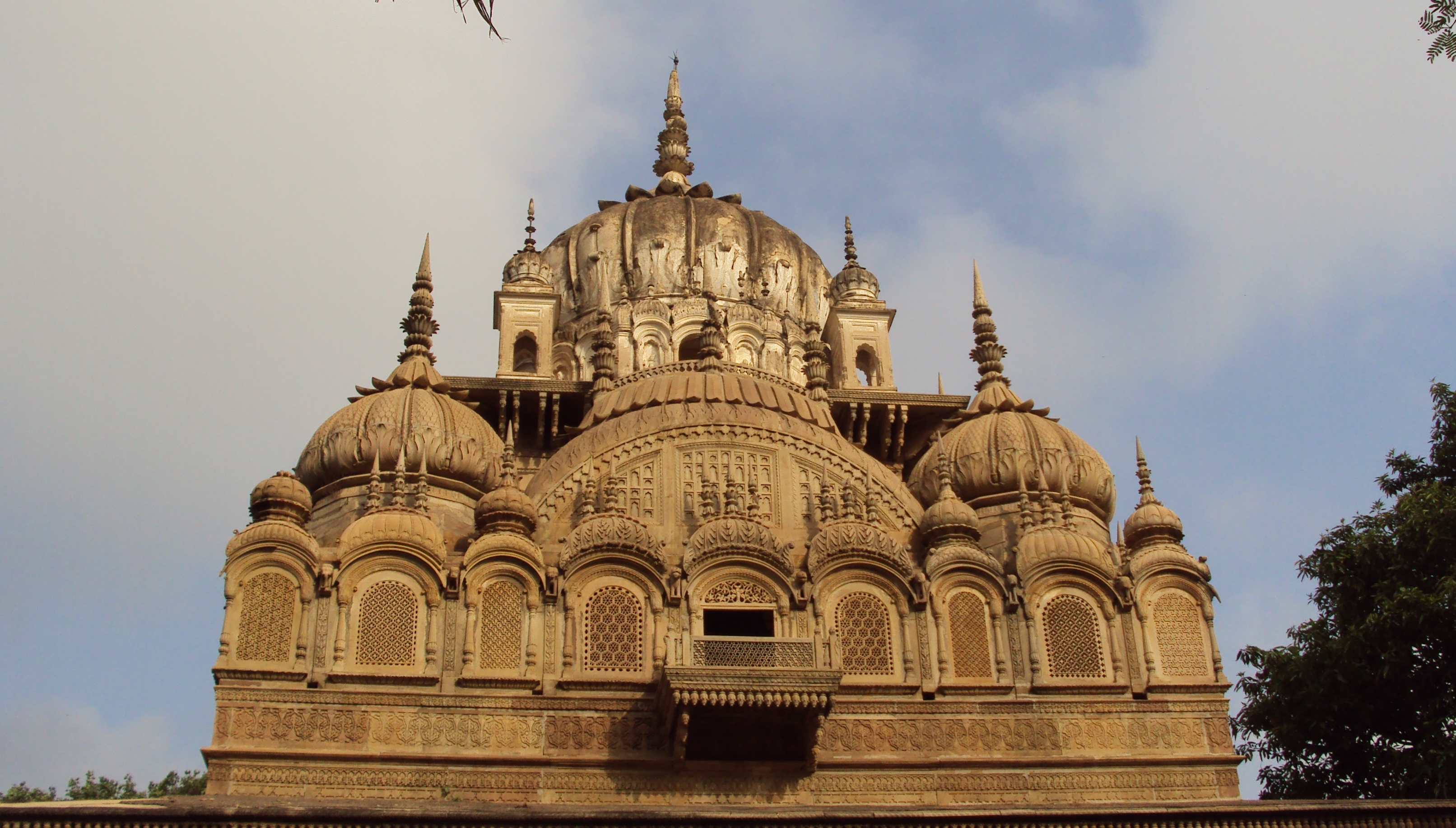
Chhatri, erbaut von Malhar Rao Holkar in Alampur

In der frühen Neuzeit gehörte das Distriktgebiet zum Fürstenstaat Gwalior. Zur Zeit Britisch-Indiens und in den Anfangsjahrzehnten  des unabhängigen Indien war das Gebiet berüchtigt für Räuberbanden (Dacoits), die hier ihr Unwesen trieben. Nach der indischen Unabhängigkeit 1947 wurde Gwalior Teil des am 28. Mai 1948 gegründeten Bundesstaats Madhya Bharat. Bhind war einer von sechs Distrikten von Madhya Bharat. Der Bundesstaat wurde im States Reorganisation Act 1956 aufgelöst und an Madhya Pradesh angegliedert.

## Bevölkerung
Die Einwohnerzahl lag bei der Volkszählung 2011 bei 1.703.005. Der Distrikt wies ein Geschlechterverhältnis von 837 Frauen auf 1000 Männer und eine Alphabetisierungsrate von 75,26 % auf. Die Alphabetisierung lag damit leicht über dem nationalen Durchschnitt. 374.799 Einwohner gehörten zu den registrierten unterprivilegierten Kasten (scheduled castes) und 6131 zur registrierten indigenen Bevölkerung (scheduled tribes). Knapp 94 % der Bevölkerung waren Hindus und ca. 4 % Muslime. Jainas machten einen Anteil von 1,2 % aus. 25,4 % der Bevölkerung lebten in Städten. Die größte Stadt war Bhind mit 197.585 Einwohnern.

## Verwaltungsgliederung

### Tehsils
Im Jahr 2023 war der Distrikt in zehn Tehsils untergliedert: Bhind Nagar, Bhind Rural, Ater, Lahar, Mehgoan, Mau, Roun, Mihona, Gohad und Gormi.

### Städtische Siedlungen
Bei der Volkszählung 2011 wurden zwölf städtische Siedlungen gezählt, darunter zwei Municipalities (M), neun Nagar Panchayats (NP) und eine Census town (CT). In Klammern die Einwohnerzahlen 2011:
- Bhind (M, 197.585)
- Gohad (M, 58.939)
- Akoda (NP, 12.534)
- Phuphkalan (NP, 12.657)
- Mehgaon (NP, 21.335)
- Gormi (NP, 20.841)
- Mau (NP, 20.147)
- Mihona (NP, 16.935)
- Lahar (NP, 35.674)
- Alampur (NP, 10.686)
- Daboh (NP, 18.097)
- Malanpur (CT, 7.492)